# Erica constantia
Erica constantia là một loài thực vật có hoa trong họ Thạch nam. Loài này được Nois. ex Benth. mô tả khoa học đầu tiên năm 1839.